# El Carmelo (Carchi)
El Carmelo ist eine Ortschaft und eine Parroquia rural (spanisch für „ländliches Kirchspiel“) im Kanton Tulcán der ecuadorianischen Provinz Carchi. Die Parroquia besitzt eine Fläche von 51,56 km². Die Einwohnerzahl lag im Jahr 2010 bei 2789. Für 2020 wurde eine Bevölkerungszahl von 2979 angenommen.

## Lage
Die Parroquia El Carmelo liegt in den Anden im äußersten Norden von Ecuador an der kolumbianischen Grenze. Das Areal liegt in Höhen zwischen 2440 m und 3640 m. Entlang der westlichen Verwaltungsgrenze verläuft die kontinentale Wasserscheide. Der Río Pún fließt entlang der Staatsgrenze nach Osten und mündet im äußersten Osten der Parroquia in den Río Chinguales. Letzterer fließt entlang der südlichen Verwaltungsgrenze nach Osten und entwässert dabei das Gebiet nach Osten zum Río Aguarico. Der etwa 2830 m hoch gelegene Hauptort befindet sich 21 km südlich der Provinzhauptstadt Tulcán an der Grenze zu Kolumbien. Die Fernstraße E10 von Julio Andrade nach Nueva Loja führt an El Carmelo vorbei.
Die Parroquia Julio Andrade grenzt im Norden an Kolumbien, im äußersten Osten an die Parroquia Santa Bárbara (Provinz Sucumbíos, Kanton Sucumbíos), im Süden an die Parroquia El Playón de San Francisco (ebenfalls im Kanton Sucumbíos) sowie im Westen an die Parroquia Julio Andrade.

## Geschichte
Im Jahr 1903 wurde der Caserío Pun von kolumbianischen Einwohnern auf dem damals kolumbianischen Territorium gegründet. 1916 ging das Gebiet an Ecuador. Im Jahr 1919 wurde Pun zu einer Parroquia rural im Kanton Tulcán. Am 17. Januar 1955 wurde Pun in „El Carmelo“ umbenannt.

## Persönlichkeiten
- Richard Carapaz (* 1993), Radrennfahrer